# Fini (famiglia)

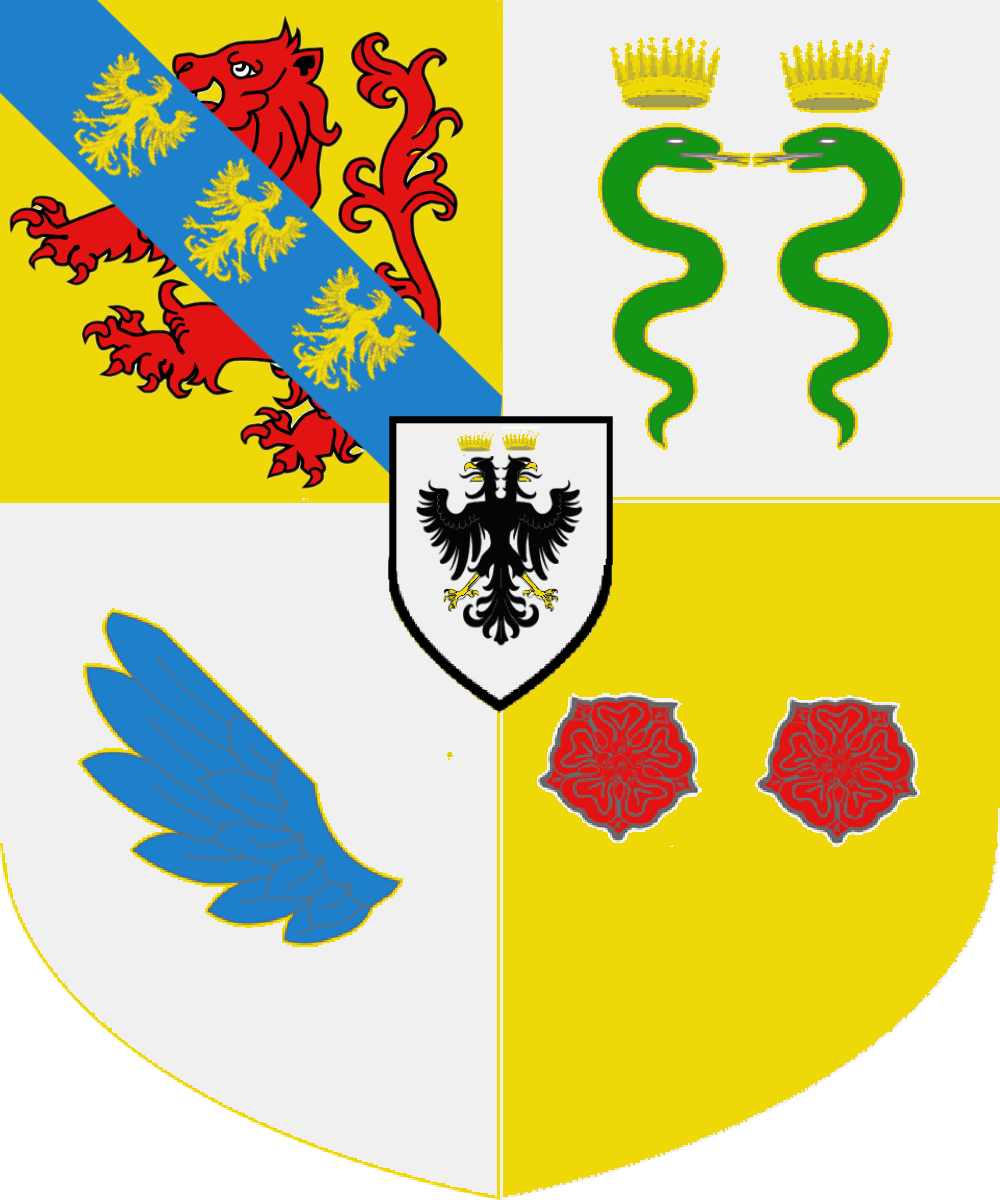
Stemma Fini

I Fini furono una famiglia aristocratica cipriota, ascritta al patriziato veneziano e annoverata fra le cosiddette Case fatte per soldo.

## Storia
I Fini furono un ricco e illustre casato originario di Cipro, isola che, a seguito dell'abdicazione della regina Caterina Corner in favore della Serenissima, fu controllata dai Veneziani tra il 1489 e il 1573. Qualche fonte, tuttavia, adombra la possibilità che i Fini non fossero in realtà nobili, ma che fossero semplici commercianti arricchiti e che possedessero una propria bottega sotto il palazzo degli Agapiti, a Famagosta.
Durante la guerra di Cipro, i Fini parteciparono attivamente alla difesa della propria isola dall'attacco dei Turchi, e si distinsero per avere armato a proprie spese le truppe; a seguito della capitolazione di Nicosia, tuttavia, furono costretti a fuggire a Venezia (1571), città nella quale fondarono una propria attività mercantile.
Qui Vincenzo Fini, divenuto un noto avvocato del foro veneziano, «a seguito del versamento di considerevoli somme ai bisogni dello Stato, [...] in compenso a queste benemerenze» ottenne nel 1649 l'aggregazione al corpo patrizio veneziano e l'ingresso al Maggior Consiglio. L'aggregazione fu sanzionata il 12 dicembre di quell'anno dalle votazioni in Senato (105 sì, 54 no, 17 astenuti) e in Maggior Consiglio (523 sì, 440 no, 23 astenuti). Pare che il versamento alle casse dello Stato consistesse in una somma pari a duecentomila ducati, una cifra doppia rispetto a quella richiesta dalle leggi veneziane: per questo motivo, quindi, quello stesso Vincenzo ottenne in ricompensa anche la prestigiosa carica di Procuratore di San Marco. Alla sua morte, il Fini lasciò in testamento che una parte della propria eredità fosse destinata alla costruzione della facciata barocca di San Moisè.
Nel 1635, invece, un altro esponente di questa casa, tal Emanuele Fini, fu creato barone di Jablanaz e Gutenegg dal Sacro Romano Imperatore Ferdinando II d'Asburgo. Nel 1662, inoltre, l'avvocato Girolamo Fini acquistò Palazzo Flangini Fini, lasciato in eredità alla comunità greca di Venezia dalla famiglia Flangini. Questo ricco casato si distinse anche successivamente per le laute elargizioni pubbliche: ai primi del secolo XVIII, per esempio, i Fini sborsarono la cospicua somma di centomila ducati per l'acquisto di una carica di Procuratore per un secondo Vincenzo Fini (fl. 1704).
All'epoca della caduta della Repubblica, nel 1797, la linea patrizia era certamente ancora presente a Venezia con un membro della Quarantia; la linea insignita del titolo baronale, divisa in due differenti rami, invece, ottenne dal governo imperiale austriaco la conferma dell'avita nobiltà, con le Sovrane Risoluzioni datate 30 dicembre 1817 e 1º marzo 1820.

## Luoghi e architetture
- Palazzo Ferro Fini, a San Marco
- Villa Fini, a Dolo
- Chiesa di San Moisè, nel sestiere di San Marco
- Barchesse ex Villa Fini (demolita)[5], Comune di Limena (PD)